# Indian Wells Masters
Az Indian Wells Masters minden év márciusában megrendezett tenisztorna a kaliforniai Indian Wellsben. Jelenlegi hivatalosan szponzorált neve BNP Paribas Open.
A férfiak versenye az ATP World Tour Masters 1000-es sorozat része, a női WTA-verseny 2020-ig Premier Mandatory, 2021-től WTA 1000 (kötelező) kategóriájú torna, tehát a négy Grand Slam-torna és az évzáró bajnokság után a legfontosabb versenyek közé tartozik. A legjobb játékosoknak kötelező a részvétel, az igazolás nélküli távolmaradás pénzbüntetéssel jár. A női versenyt szerdán, a férfit csütörtökön kezdik, a döntőket pedig a következő hét vasárnapján rendezik meg. Mindkét mezőnyt 96 játékos alkotja, a 32 kiemeltnek nem kell játszania az első körben. A Miami Mastersen és Grand Slam-tornákon kívül ez az egyetlen torna, amely több mint nyolc napon át zajlik. 300 000 ezer nézőjével ez a leglátogatottabb tenisztorna a Grand Slamek után. Az összdíjazás a férfiaknál és a nőknél egyaránt 5 536 664 amerikai dollár.
A tornát szabadtéren, összesen 20 kemény borítású pályán játsszák az Indian Wells Tennis Gardenben.
A férfiak versenyét 1976, a nőkét 1989 óta rendezik meg. A helyszín 1987 óta Indian Wells, korábban más kaliforniai városokban rendezték meg.

## Győztesek

### Férfi egyes
| Év                        | Győztes                              | Ellenfél a döntőben                  | Eredmény a döntőben                  |
| Indian Wells, Kalifornia  |                                      |                                      |                                      |
| 2024                      | Carlos Alcaraz                       | Danyiil Medvegyev                    | 7–6(5), 6–1                          |
| 2023                      | Carlos Alcaraz                       | Danyiil Medvegyev                    | 6–3, 6–2                             |
| 2022                      | Taylor Fritz                         | Rafael Nadal                         | 6–3, 7–6(5)                          |
| 2021                      | Cameron Norrie                       | Nikoloz Basilashvili                 | 3–6, 6–4, 6–1                        |
| 2020                      | Elmaradt a koronavírus-járvány miatt | Elmaradt a koronavírus-járvány miatt | Elmaradt a koronavírus-járvány miatt |
| 2019                      | Dominic Thiem                        | Roger Federer                        | 3–6, 6–3, 7–5                        |
| 2018                      | Juan Martín del Potro                | Roger Federer                        | 6–4, 6–7(8), 7–6(2)                  |
| 2017                      | Roger Federer                        | Stan Wawrinka                        | 6–4, 7–5                             |
| 2016                      | Novak Đoković                        | Miloš Raonić                         | 6–2, 6–0                             |
| 2015                      | Novak Đoković                        | Roger Federer                        | 6–3, 6–7(5), 6–2                     |
| 2014                      | Novak Đoković                        | Roger Federer                        | 3–6, 6–3, 7–6(3)                     |
| 2013                      | Rafael Nadal                         | Juan Martín del Potro                | 4–6, 6–3, 6–4                        |
| 2012                      | Roger Federer                        | John Isner                           | 7–6(7), 6–3                          |
| 2011                      | Novak Đoković                        | Rafael Nadal                         | 4–6, 6–3, 6–2                        |
| 2010                      | Ivan Ljubičić                        | Andy Roddick                         | 7–6(3), 7–6(5)                       |
| 2009                      | Rafael Nadal                         | Andy Murray                          | 6–1, 6–2                             |
| 2008                      | Novak Đoković                        | Mardy Fish                           | 6–2, 5–7, 6–3                        |
| 2007                      | Rafael Nadal                         | Novak Đoković                        | 6–2, 7–5                             |
| 2006                      | Roger Federer                        | James Blake                          | 7–5, 6–3, 6–0                        |
| 2005                      | Roger Federer                        | Lleyton Hewitt                       | 6–2, 6–4, 6–4                        |
| 2004                      | Roger Federer                        | Tim Henman                           | 6–3, 6–3                             |
| 2003                      | Lleyton Hewitt                       | Gustavo Kuerten                      | 6–1, 6–1                             |
| 2002                      | Lleyton Hewitt                       | Tim Henman                           | 6–1, 6–2                             |
| 2001                      | Andre Agassi                         | Pete Sampras                         | 7–6, 7–5, 6–1                        |
| 2000                      | Àlex Corretja                        | Thomas Enqvist                       | 6–4, 6–4, 6–3                        |
| 1999                      | Mark Philippoussis                   | Carlos Moyà                          | 5–7, 6–4, 6–4, 4–6, 6–2              |
| 1998                      | Marcelo Ríos                         | Greg Rusedski                        | 6–3, 6–7, 7–6, 6–4                   |
| 1997                      | Michael Chang                        | Bohdan Ulihrach                      | 4–6, 6–3, 6–4, 6–3                   |
| 1996                      | Michael Chang                        | Paul Haarhuis                        | 7–5, 6–1, 6–1                        |
| 1995                      | Pete Sampras                         | Andre Agassi                         | 7–5, 6–3, 7–5                        |
| 1994                      | Pete Sampras                         | Petr Korda                           | 4–6, 6–3, 3–6, 6–3, 6–2              |
| 1993                      | Jim Courier                          | Wayne Ferreira                       | 6–3, 6–3, 6–1                        |
| 1992                      | Michael Chang                        | Andrej Csesznokov                    | 6–3, 6–4, 7–5                        |
| 1991                      | Jim Courier                          | Guy Forget                           | 4–6, 6–3, 4–6, 6–3, 7–6              |
| 1990                      | Stefan Edberg                        | Andre Agassi                         | 6–4, 5–7, 7–6, 7–6                   |
| 1989                      | Miloslav Mečíř                       | Yannick Noah                         | 3–6, 2–6, 6–1, 6–2, 6–3              |
| 1988                      | Boris Becker                         | Emilio Sánchez                       | 7–5, 6–4, 2–6, 6–4                   |
| 1987                      | Boris Becker                         | Stefan Edberg                        | 6–4, 6–4, 7–5                        |
| La Quinta, Kalifornia     |                                      |                                      |                                      |
| 1986                      | Joakim Nyström                       | Yannick Noah                         | 6–1, 6–3, 6–2                        |
| 1985                      | Larry Stefanki                       | David Pate                           | 6–1, 6–4, 3–6, 6–3                   |
| 1984                      | Jimmy Connors                        | Yannick Noah                         | 6–2, 6–7, 6–3                        |
| 1983                      | José Higueras                        | Eliot Teltscher                      | 6–4, 6–2                             |
| 1982                      | Yannick Noah                         | Ivan Lendl                           | 6–4, 2–6, 7–5                        |
| 1981                      | Jimmy Connors                        | Ivan Lendl                           | 6–3, 7–6                             |
| Rancho Mirage, Kalifornia |                                      |                                      |                                      |
| 1980                      | elmaradt eső miatt                   | elmaradt eső miatt                   | elmaradt eső miatt                   |
| 1979                      | Roscoe Tanner                        | Brian Gottfried                      | 6–4, 6–2                             |
| Palm Springs, Kalifornia  |                                      |                                      |                                      |
| 1978                      | Roscoe Tanner                        | Raúl Ramírez                         | 6–1, 7–6                             |
| 1977                      | Brian Gottfried                      | Guillermo Vilas                      | 2–6, 6–1, 6–3                        |
| 1976                      | Jimmy Connors                        | Roscoe Tanner                        | 6–4, 6–4                             |

### Női egyes
| Indian Wells, Kalifornia                   | Indian Wells, Kalifornia             | Indian Wells, Kalifornia             | Indian Wells, Kalifornia             |
| ------------------------------------------ | ------------------------------------ | ------------------------------------ | ------------------------------------ |
| Év                                         | Győztes                              | Ellenfél a döntőben                  | Eredmény a döntőben                  |
| 2024                                       | Iga Świątek                          | María Szákari                        | 6–4, 6–0                             |
| 2023                                       | Jelena Ribakina                      | Arina Szabalenka                     | 7–6(11), 6–4                         |
| 2022                                       | Iga Świątek                          | María Szákari                        | 6–4, 6–1                             |
| 2021                                       | Paula Badosa                         | Viktorija Azaranka                   | 7–6(5), 2–6, 7–6(2)                  |
| ↑ WTA1000 (kötelező) kategóriájú verseny ↑ |                                      |                                      |                                      |
| 2020                                       | Elmaradt a koronavírus-járvány miatt | Elmaradt a koronavírus-járvány miatt | Elmaradt a koronavírus-járvány miatt |
| 2019                                       | Bianca Andreescu                     | Angelique Kerber                     | 6–4, 3–6, 6–4                        |
| 2018                                       | Ószaka Naomi                         | Darja Kaszatkina                     | 6–3, 6–2                             |
| 2017                                       | Jelena Vesznyina                     | Szvetlana Kuznyecova                 | 6–7(6), 7–5, 6–4                     |
| 2016                                       | Viktorija Azaranka                   | Serena Williams                      | 6–4, 6–4                             |
| 2015                                       | Simona Halep                         | Jelena Janković                      | 2–6, 7–5, 6–4                        |
| 2014                                       | Flavia Pennetta                      | Agnieszka Radwańska                  | 6–2, 6–1                             |
| 2013                                       | Marija Sarapova                      | Caroline Wozniacki                   | 6–2, 6–2                             |
| 2012                                       | Viktorija Azaranka                   | Marija Sarapova                      | 6–2, 6–3                             |
| 2011                                       | Caroline Wozniacki                   | Marion Bartoli                       | 6–1, 2–6, 6–3                        |
| 2010                                       | Jelena Janković                      | Caroline Wozniacki                   | 6–2, 6–4                             |
| 2009                                       | Vera Zvonarjova                      | Ana Ivanović                         | 7–6(5), 6–2                          |
| ↑ Premier Mandatory kategóriájú verseny ↑  |                                      |                                      |                                      |
| 2008                                       | Ana Ivanović                         | Szvetlana Kuznyecova                 | 6–4, 6–3                             |
| 2007                                       | Daniela Hantuchová                   | Szvetlana Kuznyecova                 | 6–3, 6–4                             |
| 2006                                       | Marija Sarapova                      | Jelena Gyementyjeva                  | 6–1, 6–2                             |
| 2005                                       | Kim Clijsters                        | Lindsay Davenport                    | 6–4, 4–6, 6–2                        |
| 2004                                       | Justine Henin                        | Lindsay Davenport                    | 6–1, 6–4                             |
| 2003                                       | Kim Clijsters                        | Lindsay Davenport                    | 6–4, 7–5                             |
| 2002                                       | Daniela Hantuchová                   | Martina Hingis                       | 6–3, 6–4                             |
| 2001                                       | Serena Williams                      | Kim Clijsters                        | 4–6, 6–4, 6–2                        |
| 2000                                       | Lindsay Davenport                    | Martina Hingis                       | 4–6, 6–4, 6–0                        |
| 1999                                       | Serena Williams                      | Steffi Graf                          | 6–3, 3–6, 7–5                        |
| 1998                                       | Martina Hingis                       | Lindsay Davenport                    | 6–3, 6–4                             |
| 1997                                       | Lindsay Davenport                    | Irina Spîrlea                        | 6–2, 6–1                             |
| 1996                                       | Steffi Graf                          | Conchita Martínez                    | 7–6(5), 7–6(5)                       |
| ↑ Tier I kategóriájú verseny ↑             |                                      |                                      |                                      |
| 1995                                       | Mary Joe Fernández                   | Natallja Zverava                     | 6–4, 6–3                             |
| 1994                                       | Steffi Graf                          | Amanda Coetzer                       | 6–0, 6–4                             |
| 1993                                       | Mary Joe Fernández                   | Amanda Coetzer                       | 3–6, 6–1, 7–6(6)                     |
| 1992                                       | Szeles Mónika                        | Conchita Martínez                    | 6–3, 6–1                             |
| 1991                                       | Martina Navratilova                  | Szeles Mónika                        | 6–2, 7–6(6)                          |
| 1990                                       | Martina Navratilova                  | Helena Suková                        | 6–2, 5–7, 6–1                        |
| 1989                                       | Manuela Maleeva                      | Jenny Byrne                          | 6–4, 6–1                             |

### Férfi páros
| Indian Wells, Kalifornia  | Indian Wells, Kalifornia               | Indian Wells, Kalifornia                   | Indian Wells, Kalifornia             |
| ------------------------- | -------------------------------------- | ------------------------------------------ | ------------------------------------ |
| Év                        | Győztesek                              | Ellenfelek a döntőben                      | Eredmény a döntőben                  |
| 2024                      | Wesley Koolhof / Nikola Mektić         | Marcel Granollers / Horacio Zeballos       | 7–6(2), 7–6(4)                       |
| 2023                      | Róhan Bópanna / Matthew Ebden          | Wesley Koolhof / Neal Skupski              | 6–3, 2–6, [10–8]                     |
| 2022                      | John Isner / Jack Sock                 | Santiago González / Édouard Roger-Vasselin | 7–6(4), 6–3                          |
| 2021                      | John Peers / Filip Polášek             | Aszlan Karacev / Andrej Rubljov            | 6–3, 7–6(5)                          |
| 2020                      | Elmaradt a koronavírus-járvány miatt   | Elmaradt a koronavírus-járvány miatt       | Elmaradt a koronavírus-járvány miatt |
| 2019                      | Nikola Mektić / Horacio Zeballos       | Łukasz Kubot / Marcelo Melo                | 4–6, 6–4, [10–3]                     |
| 2018                      | John Isner / Jack Sock                 | Bob Bryan / Mike Bryan                     | 7–6(4), 7–6(2)                       |
| 2017                      | Raven Klaasen / Rajeev Ram             | Łukasz Kubot / Marcelo Melo                | 6–7(1), 6–4, [10–8]                  |
| 2016                      | Pierre-Hugues Herbert / Nicolas Mahut  | Vasek Pospisil / Jack Sock                 | 6–4, 7–6(5)                          |
| 2015                      | Vasek Pospisil / Jack Sock             | Simone Bolelli / Fabio Fognini             | 6–4, 6–7(3), [10–7]                  |
| 2014                      | Bob Bryan / Mike Bryan                 | Alexander Peya / Bruno Soares              | 6–4, 6–3                             |
| 2013                      | Bob Bryan / Mike Bryan                 | Treat Conrad Huey / Jerzy Janowicz         | 6–3, 3–6, [10–6]                     |
| 2012                      | Marc López / Rafael Nadal              | John Isner / Sam Querrey                   | 6–2, 7–6(3)                          |
| 2011                      | Olekszandr Dolhopolov / Xavier Malisse | Roger Federer / Stanislas Wawrinka         | 6–4, 6–7(5), [10–7]                  |
| 2010                      | Marc López / Rafael Nadal              | Daniel Nestor / Nenad Zimonjić             | 7–6(8), 6–3                          |
| 2009                      | Andy Roddick / Mardy Fish              | Makszim Mirni / Andi Rám                   | 3–6, 6–1, 14-12                      |
| 2008                      | Jónátán Erlich / Andi Rám              | Daniel Nestor / Nenad Zimonjić             | 6–4, 6–4                             |
| 2007                      | Martin Damm / Lijendar Pedzs           | Jónátán Erlich / Andi Rám                  | 6–4, 6–4                             |
| 2006                      | Mark Knowles / Daniel Nestor           | Bob Bryan / Mike Bryan                     | 6–4, 6–4                             |
| 2005                      | Mark Knowles / Daniel Nestor           | Wayne Arthurs / Paul Hanley                | 7–6, 7–6                             |
| 2004                      | Arnaud Clément / Sébastien Grosjean    | Wayne Black / Kevin Ullyett                | 6–3, 4–6, 7–5                        |
| 2003                      | Wayne Ferreira / Jevgenyij Kafelnyikov | Bob Bryan / Mike Bryan                     | 6–1, 6–4                             |
| 2002                      | Mark Knowles / Daniel Nestor           | Roger Federer / Makszim Mirni              | 6–4, 6–4                             |
| 2001                      | Wayne Ferreira / Jevgenyij Kafelnyikov | Jonas Björkman / Todd Woodbridge           | 6–2, 7–5                             |
| 2000                      | Alex O'Brien / Jared Palmer            | Paul Haarhuis / Sandon Stolle              | 6–4, 7–6                             |
| 1999                      | Wayne Black / Sandon Stolle            | Ellis Ferreira / Rick Leach                | 6–3, 6–4                             |
| 1998                      | Jonas Björkman / Patrick Rafter        | Todd Martin / Richey Reneberg              | 6–0, 6–3                             |
| 1997                      | Mark Knowles / Daniel Nestor           | Mark Philippoussis / Patrick Rafter        | 7–5, 6–4                             |
| 1996                      | Todd Woodbridge / Mark Woodforde       | Brian MacPhie / Michael Tebbutt            | 6–3, 6–4                             |
| 1995                      | Tommy Ho / Brett Steven                | Gary Muller / Piet Norval                  | 7–6, 6–7, 6–4                        |
| 1994                      | Grant Connell / Patrick Galbraith      | Byron Black / Jonathan Stark               | 3–6, 6–1, 7–6                        |
| 1993                      | Guy Forget / Henri Leconte             | Luke Jensen / Scott Melville               | 4–6, 6–2, 7–6                        |
| 1992                      | Steve DeVries / David Macpherson       | Kent Kinnear / Sven Salumaa                | 6–3, 2–6, 6–4                        |
| 1991                      | Jim Courier / Javier Sánchez           | Guy Forget / Henri Leconte                 | 7–6, 6–1                             |
| 1990                      | Boris Becker / Guy Forget              | Jim Grabb / Patrick McEnroe                | 6–4, 6–3                             |
| 1989                      | Boris Becker / Jakob Hlasek            | Kevin Curren / David Pate                  | 3–6, 6–3, 6–4                        |
| 1988                      | Boris Becker / Guy Forget              | Jorge Lozano / Todd Witsken                | 6–3, 6–3                             |
| 1987                      | Guy Forget / Yannick Noah              | Boris Becker / Eric Jelen                  | 5–7, 7–6, 7–5                        |
| La Quinta, Kalifornia     |                                        |                                            |                                      |
| 1986                      | Peter Fleming / Guy Forget             | Yannick Noah / Sherwood Stewart            | 7–6, 6–2                             |
| 1985                      | Heinz Günthardt / Taróczy Balázs       | Ken Flach / Robert Seguso                  | 7–6, 7–5                             |
| 1984                      | Bernard Mitton / Butch Walts           | Scott Davis / Ferdi Taygan                 | 4–6, 6–4, 7–6                        |
| 1983                      | Brian Gottfried / Raúl Ramírez         | Tian Viljoen / Danie Visser                | 6–3, 6–3                             |
| 1982                      | Brian Gottfried / Raúl Ramírez         | John Lloyd / Dick Stockton                 | 6–4, 3–6, 6–2                        |
| 1981                      | Bruce Manson / Brian Teacher           | Terry Moor / Eliot Teltscher               | 7–6, 6–2                             |
| Rancho Mirage, Kalifornia |                                        |                                            |                                      |
| 1980                      | elmaradt eső miatt                     | elmaradt eső miatt                         | elmaradt eső miatt                   |
| 1979                      | Gene Mayer / Sandy Mayer               | Cliff Drysdale / Bruce Manson              | 6–4, 7–6                             |
| Palm Springs, Kalifornia  |                                        |                                            |                                      |
| 1978                      | Raymond Moore / Roscoe Tanner          | Bob Hewitt / Frew McMillan                 | 6–4, 6–4                             |
| 1977                      | Bob Hewitt / Frew McMillan             | Marty Riessen / Roscoe Tanner              | 7–6, 7–6                             |
| 1976                      | Colin Dibley / Sandy Mayer             | Raymond Moore / Erik Van Dillen            | 6–3, 7–5                             |

### Női páros
| Indian Wells, Kalifornia                   | Indian Wells, Kalifornia                | Indian Wells, Kalifornia                     | Indian Wells, Kalifornia             |
| ------------------------------------------ | --------------------------------------- | -------------------------------------------- | ------------------------------------ |
| Év                                         | Győztesek                               | Ellenfelek a döntőben                        | Eredmény a döntőben                  |
| 2024                                       | Hszie Su-vej / Elise Mertens            | Storm Hunter / Kateřina Siniaková            | 6–3, 6–4                             |
| 2023                                       | Barbora Krejčíková / Kateřina Siniaková | Beatriz Haddad Maia / Laura Siegemund        | 6–1, 6–7(3), [10–7]                  |
| 2022                                       | Hszü Ji-fan / Jang Csao-hszüan          | Asia Muhammad / Sibahara Ena                 | 7–5, 7–6(4)                          |
| 2021                                       | Elise Mertens / Hszie Su-vej            | Veronyika Kugyermetova / Jelena Ribakina     | 7–6(1), 6–3                          |
| ↑ WTA1000 (kötelező) kategóriájú verseny ↑ |                                         |                                              |                                      |
| 2020                                       | Elmaradt a koronavírus-járvány miatt    | Elmaradt a koronavírus-járvány miatt         | Elmaradt a koronavírus-járvány miatt |
| 2019                                       | Elise Mertens / Arina Szabalenka        | Barbora Krejčíková / Kateřina Siniaková      | 6–3, 6–2                             |
| 2018                                       | Hszie Su-vej / Barbora Strýcová         | Jekatyerina Makarova / Jelena Vesznyina      | 6–4, 6–4                             |
| 2017                                       | Martina Hingis / Csan Jung-zsan         | Lucie Hradecká / Kateřina Siniaková          | 7–6(4), 6–2                          |
| 2016                                       | Bethanie Mattek-Sands / Coco Vandeweghe | Julia Görges / Karolína Plíšková             | 4–6, 6–4, [10–6]                     |
| 2015                                       | Martina Hingis / Szánija Mirza          | Jekatyerina Makarova / Jelena Vesznyina      | 6–3, 6–4                             |
| 2014                                       | Hszie Su-vej / Peng Suaj                | Cara Black / Szánija Mirza                   | 7–6(5), 6–2                          |
| 2013                                       | Jekatyerina Makarova / Jelena Vesznyina | Nagyja Petrova / Katarina Srebotnik          | 6–0, 5–7, [10–6]                     |
| 2012                                       | Liezel Huber / Lisa Raymond             | Szánija Mirza / Jelena Vesznyina             | 6–2, 6–3                             |
| 2011                                       | Szánija Mirza / Jelena Vesznyina        | Bethanie Mattek-Sands / Meghann Shaughnessy  | 6–0, 7–5                             |
| 2010                                       | Květa Peschke / Katarina Srebotnik      | Nagyja Petrova / Samantha Stosur             | 6–4, 2–6, [10–5]                     |
| 2009                                       | Viktorija Azaranka / Vera Zvonarjova    | Gisela Dulko / Sahar Peér                    | 6–4, 3–6, [10–5]                     |
| ↑ Premier Mandatory kategóriájú verseny ↑  |                                         |                                              |                                      |
| 2008                                       | Gyinara Szafina / Jelena Vesznyina      | Jen Ce / Cseng Csie                          | 6–1, 1–6, [10–8]                     |
| 2007                                       | Lisa Raymond / Samantha Stosur          | Csan Jung-zsan / Csuang Csia-zsung           | 6–3, 7–5                             |
| 2006                                       | Lisa Raymond / Samantha Stosur          | Virginia Ruano Pascual / Meghann Shaughnessy | 6–2, 7–5                             |
| 2005                                       | Virginia Ruano Pascual / Paola Suárez   | Nagyja Petrova / Meghann Shaughnessy         | 7–6(3), 6–1                          |
| 2004                                       | Virginia Ruano Pascual / Paola Suárez   | Szvetlana Kuznyecova / Jelena Lihovceva      | 6–1, 6–2                             |
| 2003                                       | Lindsay Davenport / Lisa Raymond        | Kim Clijsters / Szugijama Ai                 | 3–6, 6–4, 6–1                        |
| 2002                                       | Lisa Raymond / Rennae Stubbs            | Jelena Gyementyjeva / Janette Husárová       | 7–5, 6–0                             |
| 2001                                       | Nicole Arendt / Szugijama Ai            | Virginia Ruano Pascual / Paola Suárez        | 6–4, 6–4                             |
| 2000                                       | Lindsay Davenport / Corina Morariu      | Anna Kurnyikova / Natallja Zverava           | 6–2, 6–3                             |
| 1999                                       | Martina Hingis / Anna Kurnyikova        | Mary Joe Fernández / Jana Novotná            | 6–2, 6–2                             |
| 1998                                       | Lindsay Davenport / Natallja Zverava    | Alexandra Fusai / Nathalie Tauziat           | 6–4, 2–6, 6–4                        |
| 1997                                       | Lindsay Davenport / Natallja Zverava    | Lisa Raymond / Nathalie Tauziat              | 7–5, 6–2                             |
| 1996                                       | Chanda Rubin / Brenda Schultz-McCarthy  | Julie Halard / Nathalie Tauziat              | 6–1, 6–4                             |
| ↑ Tier I kategóriájú verseny ↑             |                                         |                                              |                                      |
| 1995                                       | Lindsay Davenport / Lisa Raymond        | Larisa Neiland / Arantxa Sánchez Vicario     | 2–6, 6–4, 6–3                        |
| 1994                                       | Lindsay Davenport / Lisa Raymond        | Manon Bollegraf / Helena Suková              | 6–2, 6–4                             |
| 1993                                       | Rennae Stubbs / Helena Suková           | Ann Grossman / Patricia Hy                   | 6–3, 6–4                             |
| 1992                                       | Claudia Kohde-Kilsch / Stephanie Rehe   | Jill Hetherington / Kathy Rinaldi            | 6–3, 6–3                             |
| 1991                                       | elmaradt eső miatt                      |                                              |                                      |
| 1990                                       | Jana Novotná / Helena Suková            | Gigi Fernández / Martina Navratilova         | 6–2, 7–6(6)                          |
| 1989                                       | Hana Mandlíková / Pam Shriver           | Rosalyn Fairbank / Gretchen Rush Magers      | 6–3, 6–7(4), 6–3                     |